# 第24回全日本大学サッカー選手権大会
第24回全日本大学サッカー選手権大会は1976年1月7日から1月11日にかけて開催された全日本大学サッカー選手権大会である。日本体育大学が初優勝を果たした。

## 概要
9地域の代表16校が参加した。
国鉄のスト権ストの影響を考慮し、1975年12月の開催を延期し、一部の会場も変更された。

### 大会日程
- 1976年1月2日 - 1回戦
- 1976年1月4日 - 準々決勝
- 1976年1月5日 - 準決勝
- 1976年1月6日 - 決勝、三位決定戦

### 開催競技場
- 西が丘サッカー場（準々決勝・準決勝・決勝）
- 市原臨海競技場（準々決勝）

ほか

## 出場大学
- 札幌大学（北海道代表・8年連続8回目）
- 仙台大学（東北代表・2年連続3回目）
- 早稲田大学（関東第1代表・6年連続9回目）
- 法政大学（関東第2代表・4年連続7回目）
- 中央大学（関東第3代表・5年連続7回目）
- 日本体育大学（関東第4代表・4年連続4回目）
- 日本大学（関東第5代表・4年ぶり2回目）
- 金沢大学（北信越代表・4年連続5回目）
- 中京大学（東海代表・4年連続9回目）
- 大阪商業大学（関西第1代表・4年連続8回目）
- 大阪経済大学（関西第2代表・2年連続5回目）
- 天理大学（関西第3代表・初[1]）
- 広島大学福山校（中国代表・2年連続2回目）
- 愛媛大学（四国代表・2年連続6回目）
- 九州産業大学（九州第1代表・10年連続10回目）
- 福岡大学（九州第2代表・7年連続7回目）

## 試合日程・結果

### 1回戦
| 1976年1月7日 |

| 早稲田大学 | 5 - 0 | 仙台大学 |
|            |       |          |

|  |

| 1976年1月7日 |

| 札幌大学          | 2 - 0 | 天理大学 |
| アデマール · 青野 |       |          |

|  |

| 1976年1月7日 |

| 日本体育大学 | 4 - 1 | 愛媛大学 |
|              |       |          |

|  |

| 1976年1月7日 |

| 福岡大学 | 2 - 2 延長 (PK 2-4) | 大阪経済大学 |
|          |                     |              |

|  |

| 1976年1月7日 |

| 法政大学 | 4 - 0 | 九州産業大学 |
|          |       |              |

|  |

| 1976年1月7日 |

| 中京大学 | 0 - 1 | 日本大学 |
|          |       | 植木     |

|  |

| 1976年1月7日 |

| 中央大学 | 1 - 0 | 広島大学福山校 |
| 高林     |       |                |

|  |

| 1976年1月7日 |

| 金沢大学 | 0 - 5 | 大阪商業大学 |
|          |       |              |

|  |

### 準々決勝
| 1976年1月8日 |

| 早稲田大学         | 3 - 1 | 札幌大学   |
| 小柴 · 川本 · 碓井 |       | アデマール |

| 市原臨海競技場 |

| 1976年1月8日 |

| 日本体育大学 | 2 - 0 | 大阪経済大学 |
|              |       |              |

| 市原臨海競技場 |

| 1976年1月8日 |

| 法政大学 | 2 - 1 | 日本大学 |
|          |       |          |

| 西が丘サッカー場 |

| 1976年1月8日 |

| 中央大学 | 0 - 2 | 大阪商業大学 |
|          |       | 川口 · 塩田  |

| 西が丘サッカー場 |

### 準決勝
| 1976年1月10日 |

| 早稲田大学 | 1 - 1 延長 (PK 2-3) | 日本体育大学 |
| 小柴 後2分 |                     | 数野         |

| 西が丘サッカー場 |

| 1976年1月10日 |

| 法政大学    | 1 - 0 | 大阪商業大学 |
| 楚輪 後33分 |       |              |

| 西が丘サッカー場 |

### 三位決定戦
| 1976年1月11日 |

| 早稲田大学 | 0 - 2 | 大阪商業大学 |
|            |       |              |

| 西が丘サッカー場 |

### 決勝
| 1976年1月11日 |

| 日本体育大学                          | 2 - 0 | 法政大学 |
| 得点者不明 前35分 · 得点者不明 後13分 |       |          |

| 西が丘サッカー場 |

## 最終結果
| 第24回全日本大学サッカー選手権大会 優勝チーム |
| --------------------------------------------- |
| 日本体育大学 初                               |

## 主な出場選手
- 山野孝義（大阪商業大学）
- アデマール・ペレイラ・マリーニョ（札幌大学）
- 植木繁晴（日本大学）
- 楚輪博（法政大学）
- 永尾昇（法政大学）
- 清水秀彦（法政大学）
- 西野朗（早稲田大学）
- 今井敏明（早稲田大学）
- 碓井博行（早稲田大学）
- 下條佳明（早稲田大学）